# Варе, Райво
Райво Варе (эст. Raivo Vare) — эстонский предприниматель и государственный деятель, занимал различные министерские должности, руководил крупными частными компаниями.

## Биография

### Ранние годы
Родился в Таллине (Эстония) 11 мая 1958 года. Отец — генерал-майор Велло Варе. В детстве Райво занимался в олимпийской школе фигурного катания, где подавал большие надежды. В 1975 году окончил 710-ю школу в Москве.
В 1980 году Райво Варе с отличием окончил юридический факультет Тартуского государственного университета. С началом перестройки принял активное участие в процессах возрождения независимости Эстонского государства.

### Карьера
С 1985 по 1990 год Варе был заместителем заведующего отделом Президиума Верховного Совета Эстонской ССР.
В 1990—1992 годах Варе был государственным министром в переходном правительстве Эстонии. Отвечал за множество организационных, юридических и экономических вопросов, связанных со сложными процессами становления суверенного государства после отделения республики от Советского Союза. В 1996—1999 годах вернулся в правительство в должности министра дорог и коммуникаций.
Райво занимал различные руководящие должности в крупных частных и государственных компаниях. Он был директором Tallinna Bank, председателем правления и генеральным директором компании Pakterminal, работал менеджером по развитию национальной железнодорожной компании Eesti Raudtee. Занимал должность председателя правления Эстонского фонда развития, заместителя председателя правления Эстонского совета сотрудничества, был членом Президентского аналитического центра, членом попечительского совета Тартуского университета. Входил в правление нескольких крупных компаний. Варе также входит в состав членов Трехсторонней комиссии.
Помимо прочего, Райво Варе выступал в качестве консультанта, лектора, эксперта. Многократно бывал гостем политических шоу на телевидении и радио.
В 2003 с отличием получил степень магистра Эстонскую школу бизнеса. Свободно владеет русским языком.

## Награды
- 2002: Орден Государственного герба IV класса (степени).
- 2006: Орден Государственного герба II класса (степени).